# Cơ tam đầu cánh tay
Cơ tam đầu cánh tay, gọi tắt là cơ tam đầu (trong thể hình hay gọi là cơ bắp tay sau, tiếng Anh: triceps, triceps brachii, theo tiếng Latinh nghĩa là "cơ có ba đầu"), là một cơ lớn nằm ở mặt sau chi trên của nhiều động vật có xương sống. Đây là cơ chịu trách nhiệm chính trong việc duỗi khớp khuỷu (tức là duỗi thẳng cánh tay).

## Cấu trúc
Đầu dài có nguyên ủy từ củ dưới ổ chảo xương vai. Khi tiến phía đầu xa chi trên, đầu dài cơ tam đầu đi phía trước cơ tròn bé và phía sau cơ tròn lớn.

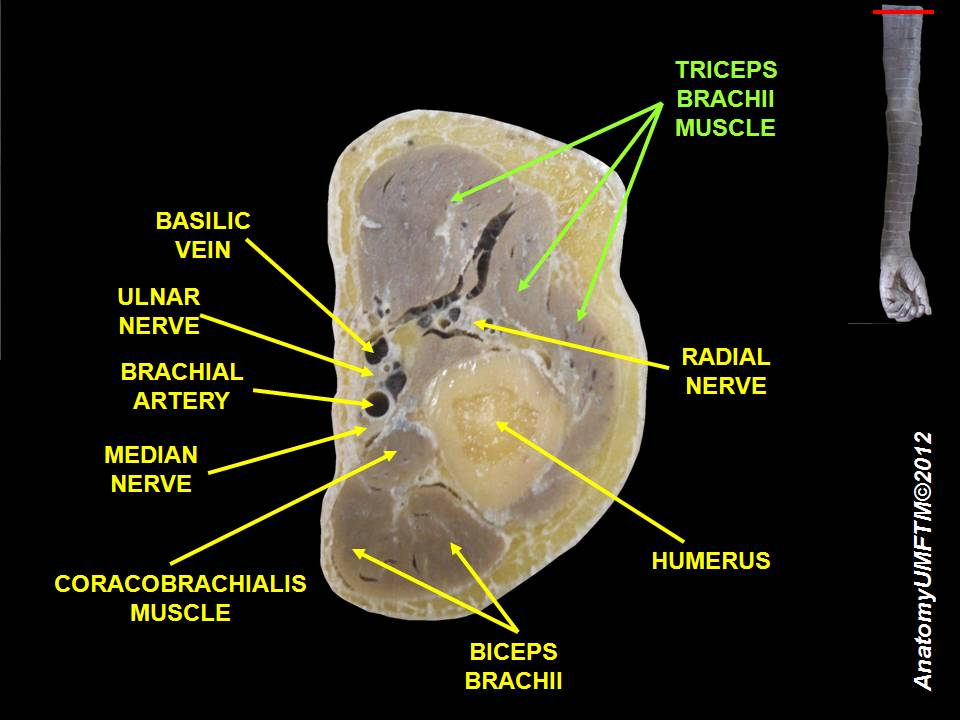
Thiết đồ mặt phẳng ngang (mặt phẳng trục) của cánh tay. Cơ tam đầu được chú thích bằng dòng chữ màu xanh lá cây.
Chú thích:
Triceps brachii muscle: Cơ tam đầu cánh tay
Radial nerve: Thần kinh quay
Humerus: Xương cánh tay
Biceps brachii: Cơ nhị đầu cánh tay
Coracobrachialis: Cơ quạ - cánh tay
Median nerve: Thần kinh giữa
Brachial artery: Động mạch cánh tay
Ulnar nerve: Thần kinh trụ
Basilic vein: Tĩnh mạch nền

Đầu trong có nguyên ủy từ mặt sau xương cánh tay, ngay dưới rãnh thần kinh quay; từ vách gian cơ trong và vách gian cơ ngoài. Khó quan sát đầu trong do bị đầu ngoài và đầu dài bao phủ che khuất, và chỉ có thể nhìn thấy cơ ở đoạn đầu xa xương cánh tay.
Đầu ngoài có nguyên ủy từ mặt sau xương cánh tay, phía ngoài, gần rãnh thần kinh quay, từ củ lớn xuống đến vùng vách gian cơ ngoài.
Mỗi đầu của cơ tam đầu đều có sợi vận động riêng rẽ có nguyên ủy từ cột vận động của tủy sống. Đầu trong được hình thành chủ yếu bởi các sợi cơ vân loại I, đầu ngoài hình thành từ các sợi cơ vân loại IIb, còn đầu dài được cấu tạo bởi hỗn hợp hai loại sợi cơ vân. Có ý kiến cho rằng mỗi đầu của cơ "có thể được coi là một cơ độc lập, với các vai trò và chức năng cụ thể."

Các sợi cơ từ các đầu tụ về một gân duy nhất để bám vào mỏm khuỷu xương trụ (mặc dù một số nghiên cứu chỉ ra rằng có thể có nhiều hơn một gân) và thành sau của bao khớp khuỷu, nơi chứa túi hoạt dịch. Gân cơ tam đầu cánh tay hòa vào mạc của cẳng tay, có thể bao phủ hầu hết cơ khuỷu.

### Chi phối thần kinh
Cả ba đầu đầu của cơ tam đầu đều được cho là do dây thần kinh quay chi phối. Tuy nhiên, một nghiên cứu được thực hiện vào năm 2004 đã xác định rằng, trong 20 mẫu tử thi và 15 ca giải phẫu trên những người tình nguyện, tất cả trường hợp này đều có đầu dài được chi phối bởi một nhánh của thần kinh nách.

### Biến thể
Nhiều trường hợp cơ có nguyên ủy từ "cung gân" (gân của cơ lưng rộng). Trong một số ít trường hợp, đầu dài có thể có nguyên ủy từ bờ ngoài của xương vai và từ bao khớp vai.

## Chức năng

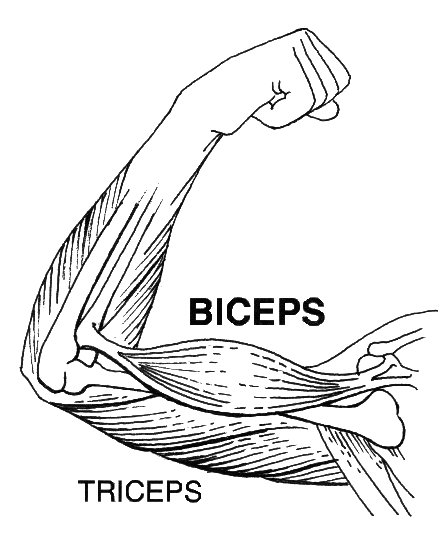
Vị trí cơ nhị đầu và cơ tam đầu

Cơ tam đầu thực hiện duỗi khớp khuỷu tay và là cơ đối vận của cơ nhị đầu và cơ cánh tay. Cơ có chức năng cố định khớp khuỷu khi cẳng tay và bàn tay cử động, chẳng hạn như khi viết. Có ý kiến cho rằng đầu dài có khả năng tạo lực trong thời gian dài, hoặc khi cần kiểm soát hiệp đồng vai, khuỷu tay hoặc cả hai. Đầu ngoài điều khiển chuyển động đòi hỏi lực cường độ cao không kéo dài, trong khi đầu trong  điểu khiển chuyển động chính xác hơn, ít lực hơn.
Do nguyên ủy nằm ở xương bả vai, đầu dài cơ tam đầu còn tác động lên khớp vai, tham gia động tác khép của cánh tay. Nó giúp cố định khớp vai ở đầu gần xương cánh tay.

## Luyện tập cơ tam đầu

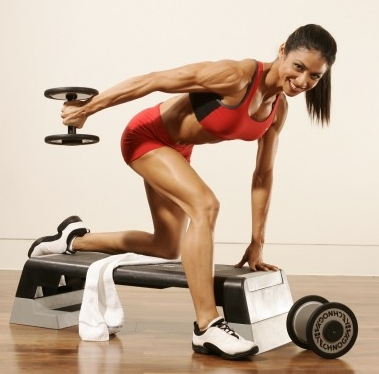
Bài luyện tập cơ tam đầu cơ bản nhất là triceps dumbbell kickback

Cơ tam đầu được kích hoạt nhờ các bài luyện tập duỗi thẳng khuỷu tay độc lập (isolation) hoặc phối hợp (compound) hoặc giữ cho cánh tay thẳng, chống lại trọng lực tạ.
Các động tác độc lập gồm cable push-downs, lying triceps extensions, và arm extensions. Các động tác phối hợp duỗi khuỷu gồm chống đẩy, bench press, close grip bench press (ghế phẳng hoặc ghế nghiêng), military press và dips.
Các bài tập cơ tam đầu như pullover, straight-arm pulldown và bent-over lateral raise cũng được sử dụng để tập cơ delta và cơ lưng rộng.
Điều quan trọng là phải cử động cơ tam đầu hết biên độ co của cơ. Do đây là cơ bám vào hai khớp (ở khuỷu tay và khớp vai), phương pháp tập luyện toàn diện nhất là các bài luyện tập duỗi thẳng hoàn toàn khuỷu tay với cánh tay phía sau cơ thể (để co gần như hoàn toàn đầu dài cơ tam đầu).
Rất hiến trường hợp rách cơ tam đầu, thường chỉ xảy ra ở những người dùng steroid đồng hóa.

## Ý nghĩa lâm sàng
Khi có tác động vào cơ tam đầu, phản xạ cơ tam đầu hình thành. Phản xạ này thường được sử dụng để kiểm tra chức năng của các sợi thần kinh ở cánh tay. Phương pháp này kiểm tra thần kinh sống C6 và C7, chủ yếu là C7.

## Lịch sử

### Từ nguyên
Tiếng Latin: triceps brachii (tri - ba, và ceps, xuất phát từ caput - đầu), bởi vì đây là cơ hợp bởi ba bó cơ, mỗi bó có nguyên ủy khác nhau, kết hợp với nhau ở khuỷu tay. Mặc dù một cơ có tên tương tự là cơ tam đầu cẳng chân được tìm thấy ở cẳng chân, nhưng cơ tam đầu cánh tay thường được gọi tắt là cơ tam đầu.

## Động vật
Ở ngựa,  đầu dài, đầu ngoài và đầu trong chiếm lần lượt 84%, 15% và 3% tổng trọng lượng cơ tam đầu.
Nhiều động vật có vú, chẳng hạn như chó, bò và lợn còn có đầu thứ tư, đầu phụ. Nó nằm giữa đầu ngoài và đầu trong. Ở người, cơ khuỷu đôi khi được coi là "đầu thứ tư của cơ tam đầu".

## Hình ảnh bổ sung

Đầu dài.  Đầu ngoài.  Đầu trong.
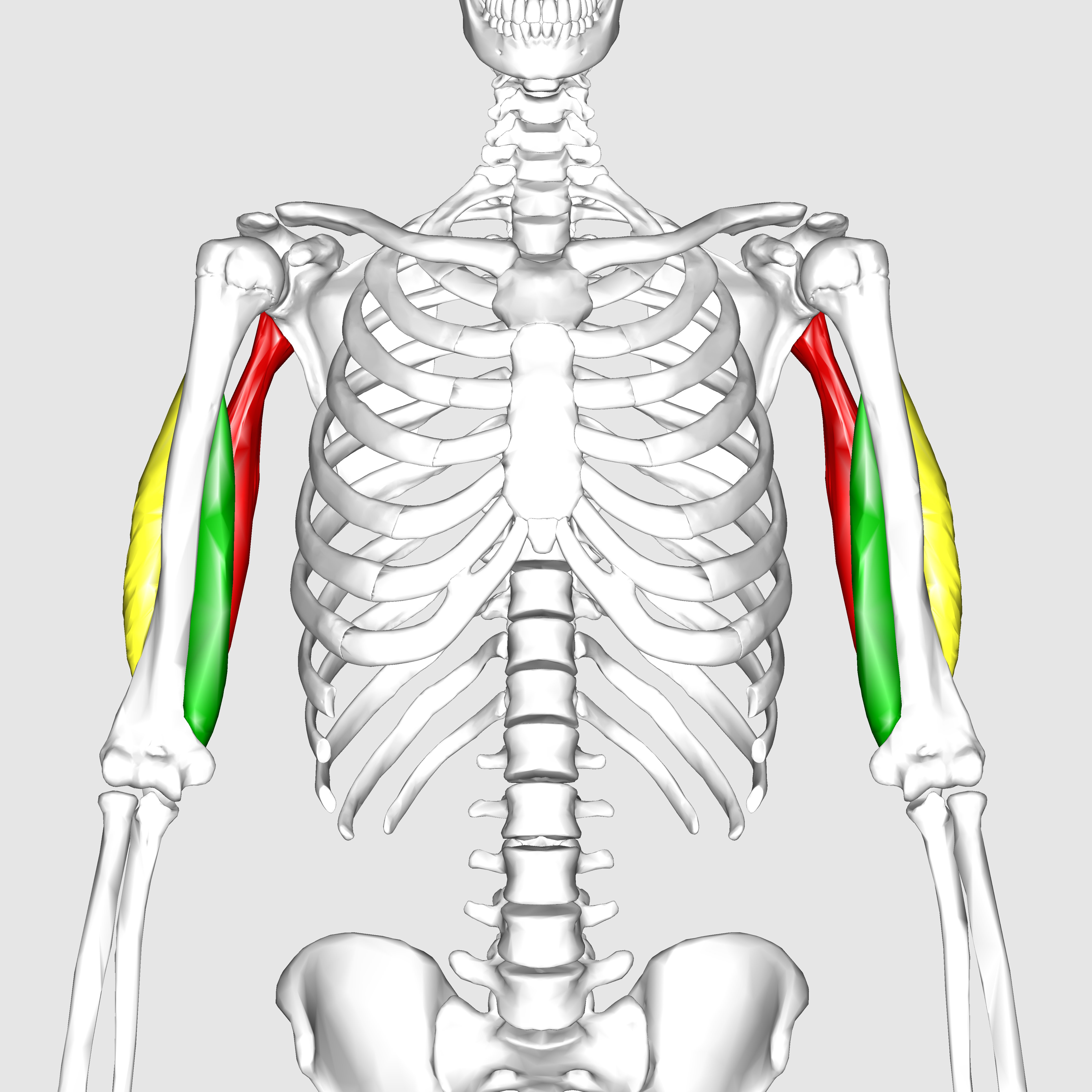
Nhìn trước.
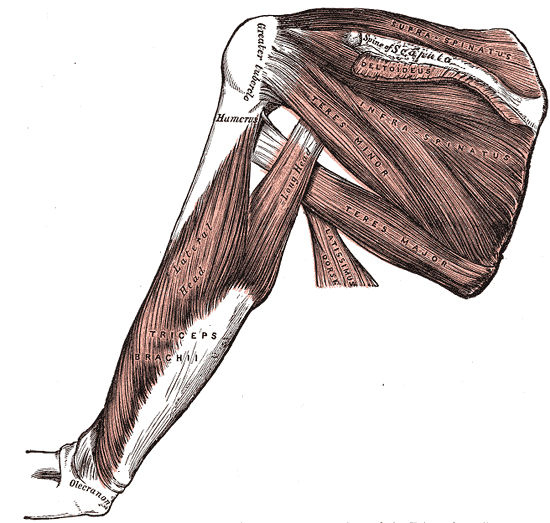
Các cơ xương vai và cơ tam đầu.
Chuyển động của cánh tay và cơ tam đầu khi gấp cánh tay.